# Pampa Litera
Pampa Litera es una localidad peruana ubicada en el distrito de Paramonga, perteneciente a la provincia de Barranca del departamento de Lima, en la costa central del Perú. 

## Ubicación
Pampa Litera se ubica al noroeste de la provincia de Barranca, en el distrito de Paramonga, en el departamento de Lima..

## Demografía
En 2017 Pampa Litera tenía una población de 3 habitantes.
| Gráfica de evolución demográfica de Pampa Litera entre 1993 y 2017 |
|                                                                    |
| Fuentes: Población 1993 y 2017                                     |